# Tegyra cinnamomea
Tegyra cinnamomea is een hooiwagen uit de familie Manaosbiidae.